# Disneyland Railroad (Paris)
Pour les articles homonymes, voir Disneyland Railroad.
Disneyland Railroad, anciennement nommé Euro Disneyland Railroad et Disneyland Paris Railroad, est le train encerclant le parc à thème Parc Disneyland. Il est en grande partie construit sur la butte entourant le parc. C'est un train avec un écartement de 914 mm.
Les initiales EDRR pour Euro Disneyland Railroad sont encore visibles à plusieurs endroits du parc dont les ferronneries de la gare de Main Street, USA. À la suite du renommage du parc en 1994, le train a été renommé Disneyland Paris Railroad puis simplement dès 1995 Disneyland Railroad.

## La voie et les gares
La voie du chemin de fer n'a subi aucun changement depuis l'ouverture en 1992 du parc. Il faut toutefois préciser qu'un passage a été creusé sous la voie entre Alice's Curious Labyrinth et les Pirouettes du Vieux Moulin afin d'accéder à une zone ajoutée fin 1993. Un peu plus loin une gare a été construite en novembre 1992. Nommée Discoveryland Station, elle se situe au-dessus de la boutique Star Traders et a ouvert le 24 juin 1993. Le contraste entre les trains fin XIXe siècle et l'ambiance futuriste de Discoveryland est heureusement adouci par le principe rétro-futuriste de Space Mountain. En dehors de cette gare supplémentaire, Disneyland Railroad compte trois autres gares : Main Street Station, Frontierland Depot et Fantasyland Station. Toutes sont construites sur le côté intérieur de la voie. Adventureland est le seul land du parc à ne pas comprendre de gare.
Entre Main Street USA et Frontierland, se trouve le Grand Canyon Diorama qui présente la faune et la flore de l'Arizona. En plus d'être une introduction à Frontierland, le diorama permet de cacher le bâtiment comprenant l'attraction Phantom Manor.
À Frontierland Depot, un château d'eau permet d'alimenter les trains en eau. Juste avant d'arriver à la gare de Fantasyland, les trains traversent l'attraction Pirates of the Caribbean.

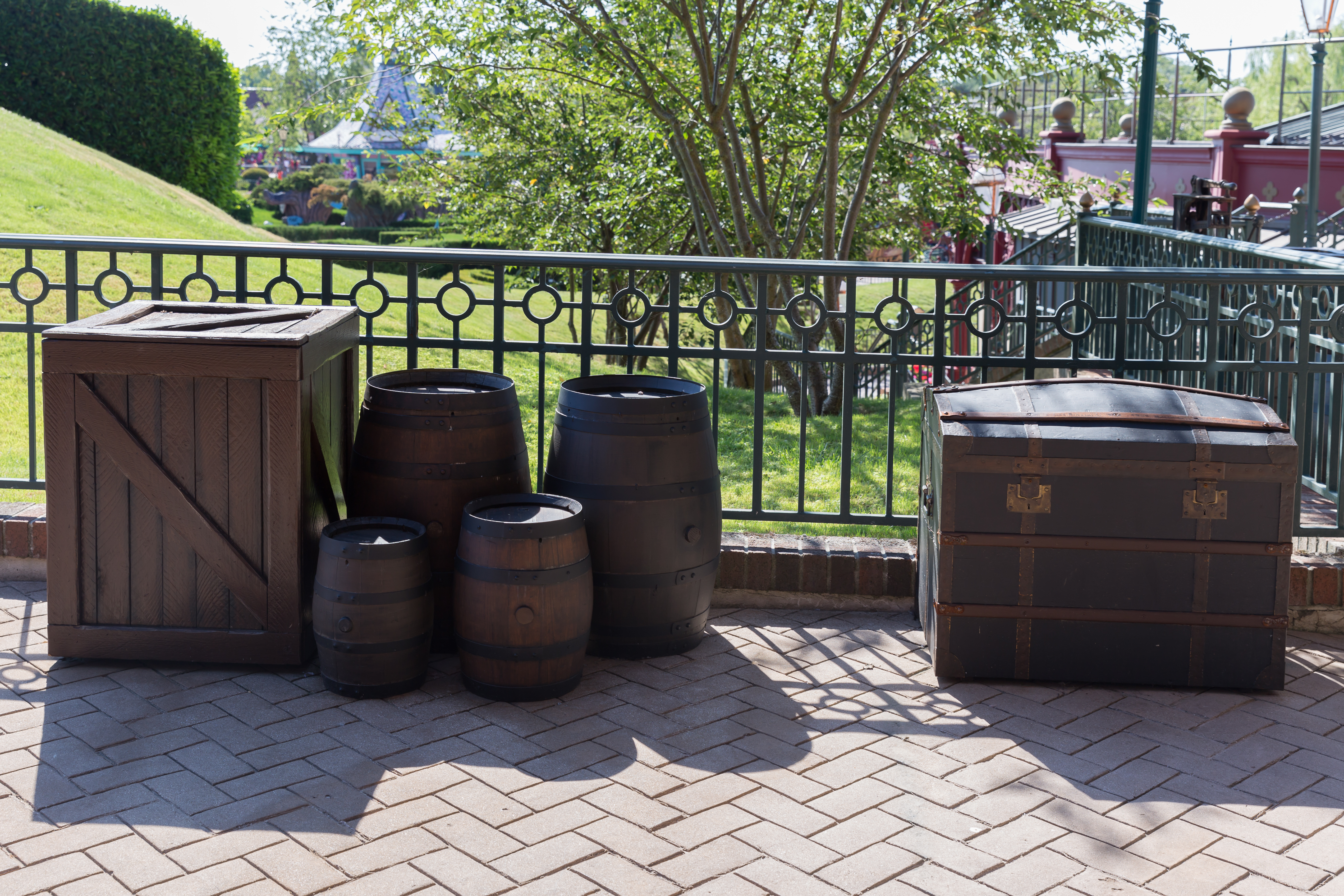
Caisse, barils et malle sur le trajet du Disneyland Railroad.

## Les trains
Les quatre trains sont les œuvres de deux imagineers de Disney : Tom York et Louis Lemoine sous la direction d'Eddie Sotto (en) qui était le directeur artistique pour Main Street, USA. Les anciennes initiales du train ont valu à Eddie Sotto quelques sarcasmes, il est possible de les lire comme le Ed's Railroad. Ils s'inspirent de ceux conservés dans les musées Henry Ford et Greenfield Village dans le Michigan (É.-U.) et de celui de Sacramento en Californie (É.-U.).
À la différence de ceux construits dans les parcs Disney précédents, les wagons et la locomotive de chaque train ont été conçus comme une entité cohérente. Chaque train comporte une locomotive, un tender et cinq voitures (pour les passagers). Les voitures sont ouvertes sur le côté intérieur de la voie et sont vitrés sur les trois autres côtés.
Les noms des trains peuvent être associés aux sections des parcs desservis par les gares. Mais en raison d'une possible double interprétation, les associations peuvent se faire comme suit :
- Main Street USA : C.K. Holliday (naissance du train) ou George Washington (naissance des États-Unis)
- Fantasyland : C.K. Holliday (villes touristiques et fantaisie) ou George Washington (nationalité britannique, situation de la gare dans la section britannique)
- Frontierland : Eureka (Californie et mythe de la ruée vers l'or) ou W.F. Cody (Buffalo Bill)
- Discoveryland : Eureka (Archimède et les découvertes) et W.F. Cody (qui vint à Paris en 1902, et croisa peut-être Jules Verne et HG Wells)

### N. 1W.F. Cody
Le train no 1 est baptisé d'après le vrai nom de Buffalo Bill, William Frederic Cody. Pour cette raison il adopte un thème très lié à l'ouest américain. La lanterne avant de la locomotive est décorée d'un élan et surmontée de bois de cerf.
Les wagons sont de couleurs or et vert et sont nommés d'après des lieux et régions de l'ouest : Silverton (au Colorado), Durango, Denver, Wichita et Cheyenne.

### N. 2C.K. Holliday
Le train no 2 prend le nom de Cyrus Kurtz Holliday (en) fondateur de la ligne Santa Fe Railroad en 1859. En raison du départ de cette ligne depuis la Nouvelle-Angleterre vers la ville de Santa Fe, les wagons portent le nom de lieux de villégiature de cette région du nord-est des États-Unis : Coney Island, Atlantic City, Chesapeake, Long Island et Niagara Falls.
Le train N. 1 C.K. Holliday du Disneyland Railroad porte aussi ce nom.

### N. 3George Washington
George Washington était le premier président des États-Unis d'Amérique. Pour cette raison le train no 3 adopte des couleurs bleu, blanc et rouge, commune au Royaume-Uni, la France et la nation américaine naissante. Les wagons portent les noms des étapes de la carrière de cet homme politique : Mount Vernon, Boston, Philadelphia, Yorktown et Valley Forge

### N. 4Eureka
Le train no 4 a été ajouté quelques mois après l'ouverture conjointement avec la Discoveryland Station. Son nom vient à la fois du cri légendaire poussé par les mineurs californiens au début de la ruée vers l'or en 1848 et de Eurêka ! la célèbre formule utilisée par Archimède lors de sa découverte de la poussée du même nom.
Pour conserver une ressemblance avec les autres wagons et en raison de la ruée vers l'or, les wagons portent les noms de villes californiennes : Los Angeles, Monterey, Sacramento, San Diego et San Francisco.

## Sources
- Pour le détail des trains : Alain Littaye et Didier Ghez, Disneyland Paris - De l'esquisse à la création, P 35 à 37.